# 索菲娅·波兹尼亚科娃
索菲亞·斯坦尼斯拉沃芙娜·波茲德尼亞科娃（俄语：София Станиславовна Позднякова，Sofia Stanislavovna Pozdniakova，1997年6月17日—），俄罗斯击剑运动员，她代表俄羅斯奧林匹克委員會隊參加了日本舉行的2020年夏季奧林匹克運動會，並且在女子個人佩劍比賽上獲得金牌。她的父亲斯坦尼斯拉夫·波兹尼亚科夫是現任俄羅斯奧林匹克委員會主席，也曾經在奧林匹克運動會上夺得4个击剑金牌和1个铜牌。